# Gresjön
Gresjön är en sjö i Torsby kommun i Värmland och ingår i Göta älvs huvudavrinningsområde. Sjön är 15,6 meter djup, har en yta på 0,336 kvadratkilometer och är belägen 393,3 meter över havet. Vid provfiske har abborre fångats i sjön.

## Delavrinningsområde
Gresjön ingår i det delavrinningsområde (672011-134042) som SMHI kallar för Inloppet i Ljusnetjärnarna. Medelhöjden är 430 meter över havet och ytan är 43,78 kvadratkilometer. Det finns inga avrinningsområden uppströms utan avrinningsområdet är högsta punkten. Norsälven (Ljusnan) som avvattnar avrinningsområdet har biflödesordning 2, vilket innebär att vattnet flödar genom totalt 2 vattendrag innan det når havet efter 418 kilometer. Avrinningsområdet består mestadels av skog (90 procent). Avrinningsområdet har 0,93 kvadratkilometer vattenytor vilket ger det en sjöprocent på 2,1 procent.